# Толстоклювая пеночка
Толстоклювая пеночка, или голосистая пеночка (лат. Phylloscopus schwarzi) — певчая птица из семейства пеночковых.

## Описание
Толстоклювая пеночка достигает длины от 12 до 13 см. Вес самцов составляет в среднем почти 14 г, самок — 13 г.

## Распространение
Область распространения толстоклювой пеночки простирается от Сахалина вплоть до северо-востока Китая и севера Кореи. В Европе гнездовые популяции отсутствуют.
Регион зимовки — это юго-восток Азии от Китая до Бирмы. Миграция начинается с сентября, а в конце октября птицы прилетают в свои зимние квартиры. В середине марта птицы покидают места гнездования и, начиная с середины мая, возвращаются обратно.
Жизненное пространство — это светлые леса с густым подлеском. Кроме того, птицы обитают на окраине тайги и селятся также в горах у верхней границы леса.

## Питание
Питание состоит из пауков и насекомых, которых птицы ищут в траве и кустарнике.